# 2010 у музиці
Ця стаття присвячена музичним подіям 2010 року.

## Події
- 25-29 травня 2010 — 55-й пісенний конкурс Євробачення, який проходив у передмісті Берум в Норвегії.

## Музичні альбоми
| Дата | Виконавець | Назва альбому |
| ---- | ---------- | ------------- |
|      |            |               |

## Концерти в Україні
Зарубіжні виконавці

## Нагороди
Премія «Греммі»
52-га церемонія «Греммі» відбулася 31 січня 2010 у комплексі Стейплс-центр у Лос-Анджелесі.
Премія «MTV Video Music Awards»
Премія «MTV Europe Music Awards»
Премія «Billboard Music Awards»

## Померли
Лютий
- 6 – Джон Денкворт (82), англійський джазовий композитор, саксофоніст і кларнетист[1]

Квітень
- 8 – Малкольм Макларен (64), британський музикант і продюсер
- 14 – Пітер Стіл (48), вокалістом, басистом і композитором готичної металевої групи Type O Negative
- 19 – Guru (43), американський MC і член хіп-хоп-дуету Gang Starr, разом з DJ Premier

Травень
- 16 — Ронні Джеймс Діо (67), американський хеві-метал-музикант, вокаліст, автор пісень; учасник гуртів Elf, Rainbow, Black Sabbath, Dio, Heaven & Hell
- 24 – Пол Грей (38), басист гурту Slipknot[2]

Червень
- 5 – Арне Нордгейм (78), норвезький композитор.

Серпень
- 14 – Еббі Лінкольн (80), американська джазова співачка і акторка[3]

Жовтень
- 10 – Соломон Берк (70), американський R&B-співак